# Digenis Akritas
Digenis Akritas (grč. Διγενής Ακρίτας) je vizantijski narodni ep iz 11. ili 12. veka koji je nastao na tradiciji akritskih pesama, odnosno junačkih narodnih pesama koje su se pevale oko borbi vizantijskih graničara (akrita) s Arapima. Sastavljen je u metru novogrčke narodne pesme, tj. političkom stihu.
Glavna ličnost ovog epa, Vasilios Digenis Akritas, sin je sirijskog emira Misura i kćerke Andronika Duke koju je Musur oteo. Već sa dvanaest godina, razvijen telesno i duševno, Vasilios se upušta u velike i opasne pustolovine. Zaljubljen u lepoticu Evdokiju, iz roda Duka, otima je i posle izmirenja s roditeljima dolazi do srećne svadbe. Nevesta je od sada stalno s njim, i ep je pun priče o raznovrsnim zbivanjima i doživljajima, ne bez ljubavnih zapleta. Susret s carem Romanom I Lakapinom (920—944) u Kapadokiji povod je da se Akritina slava potvrdi i carskom počašću. Posle mnogih pustolovina i junaštava, Akrita se vraća s Evdokijom na Eufrat i tu podiže dvorac; u trideset trećoj godini života umre od teške bolesti, a Evdokija presvisne od tuge za njim.
Prvobitna verzija epa nije sačuvana. Obično je upoređivan sa zapadnoevropskim epovima o Rolanu i o Sidu. Ipak, Digenis Akrita je karakterističan upravo za vizantijsku sredinu. Njegov glavni junak oličava autentične osobine vizantijskog čoveka, u svim njegovim usponima i padovima, porocima i vrlinama, u onoj, Vizantiji tako svojstvenoj etičkoj ambivalenciji i neprihvatljivim kompromisima savesti. Lepo pored ružnog, uzvišeno pored niskog, sve krajnosti u istom čoveku — to je Digenis, spoj helenskih i orijentalnih ideala grčkoga srednjeg veka. Posebno treba istaći da je ovaj ep u literarnom pogledu iznad svega što je u ovom rodu napisano. Prevođen je i na staroslovenski jezik. Srodna mu je, takođe na narodnom jeziku, Pesma o Armurisu.
Spev o Digenisu izdvaja se svojom originalnošću od drugih književnih dela u Vizantiji. Pre svega, slikoviti opisi grade lep okvir događajima, na primer trijumfalni dolazak Digenisa i njegove verenice u kuću stretega: čuju se trube, doboši bubnjaju, srebrne orgulje izvode najlepše melodije, a posluga izvikuje zdravice. Svadba traje tri meseca, a za to vreme svečanosti ne prestaju i mladenci stalno primaju poklone: konje, leoparde obučene za lov, sokolove, ikone, oružje. Opisu Digenisove palate, dostojne vilâ, posvećena je skoro čitava jedna pesma. Sve je od mermera toplih boja, pod je od alabastera uglačanog kao ogledalo, triklinij je ukrašen mozaicima sa zlatnom pozadinom, a na njima su prikazani junaci iz paganske antike i ličnosti iz Starog zaveta: Ahilej pored Samsona, David pored Aleksandra Velikog. Izuzetno su zanimljivi opisi prirode, koji pokazuju stvarni dar opažanja umetnika. Mora se podvući da je poema prožeta ljupkošću, mladošću i naivnom ljubavlju, kojima inače nema primera u vizantijskoj književnosti.
Drugi zanimljiv vid speva je to što ličnosti, osim herojskih odlika zajedničkih svim epskim pesmama (shvatanje o heroju koji ispravlja pogreške, traži avanture i velike borbe), pokazuju da su u pitanju Grci iz Vizantije, kojima vladaju ista osećanja i imaju ista zanimanja kao i podanici Romana Lakapina ili Nićifora II Foke: patriotizam (u smislu Romanije — Carstva Romeja — na koji se često nailazi, i označava buđenja nacionalne svesti), odanost caru i poštovanje dvorske etikecije. Ma koliko ljubomorno čuvao svoju samostalnost, heroj se s poštovanjem klanja carskom veličanstvu; on moli cara da mu dođe u posetu na obalu Eufrata, jer se boji da bi se njegovi mladi i neuki vojnici mogli nezgodnom rečju ogrešiti o etikeciju.
Vizantijska kultura i hrišćanska osećanja izbijaju nebrojeno puta. Otac Akritin drži pravi mali teološki kurs svojoj majci da bi je preveo u hrišćanstvo. Digenis pokazuje posebno poštovanje prema svetim ratnicima koji su bili zaštitnici carske vojske, pa ih priziva u pomoć pre nego što pođe u boj; on je pun ustručavanja, neobičnog za epskog ratnika i kajanja što pokazuje ljudske slabosti: peta pesma epa je ljupka ispovest o tome kako je podlegao čarima arapske princeze koju je izbavio od smrti.
Najzad, elemente vizantijske književnosti predstavljaju sećanja na antiku, koja se vrlo često sreću. Susret Digenisovog oca sa ženom i detetom pre nego što će poći u rat podseća na pozdravljanje Hektora i Andromahe u šestom pevanju Homerove Ilijade, a dva odeljka, puna paganskog duha, slave moć ljubavi koja savlađuje i divlje razbojnike.
Arabljani su, kao i Grci, imali svoju epsku poeziju, u kojoj su veličali podvige svojih emira protiv Vizantije. Izgleda da se izvesna interpolacija te poezije može poznati u prvim pevanjima speva o Digenisu (podvizi njegovog oca). Arabljani su prikazani u lepom svetlu. Potom su nabrojani gradovi koje je emir, otac Digenisov, osvojio. On je potčinio čitavu Siriju i Kufu u Mesopotamiji te sveti grad Alidu. Spominju se i neki drugi događaji iz arabljanskih ratova, ali u prerađenim verzijama.ж

## Literatura
- Digenis Akrita, priredio Vojislav D. Nikčević, Institut za crnogorski jezik i jezikoslovlje „Vojislav P. Nikčević”, Cetinje, 2009.

## Spoljašnje veze
- [http://www.ellopos.net/elpenor/vasilief/literature-education-learning-art-5.asp  Sadrži obiman esej o Digenisu Akriti.

1. ↑  Ostrogorski, Georgije (1998). Istorija Vizantije. Beograd: Narodna knjiga. стр. 159.